# ホセイン・ラジャビアン
ホセイン・ラジャビアン （Hossein Rajabian .  発音 、1984年7月5日 - ） は、イランの映画監督、脚本家、写真家。

## 裁判例と懲役
2015年4月、「神聖なイスラムへの侮辱」と「違法な視聴覚活動」を含む、芸術活動に関連する罪で6年の実刑判決を受けた。裁判は甚だしく不公正だった。後に、控訴裁判所は、拘禁期間を6年から3年とする判断を下した。6月4日に服役し始めた。